# كأس فنلندا 2011
كأس فنلندا 2011 (بالفنلندية: Jalkapallon Suomen Cup 2011)‏ هو الموسم 57 من كأس فنلندا. أقيم خلال الفترة 6 يناير 2011 وحتى 24 سبتمبر 2011، وأشرف على تنظيمه اتحاد فنلندا لكرة القدم، وكان عدد الأندية المشاركة فيه 233، وفاز فيه نادي هلسنكي.